# 加州州立大學富勒頓分校
加州州立大學富勒頓分校（或稱：CSUF、Cal State Fullerton或Fullerton State）是位於美國加利福尼亞州富勒頓的一所公立大學，隸屬於加利福尼亞州立大學系統，成立於1957年。  大學部約有 40,200 名學生，在加利福尼亞州立大學系統23個校區中位居第一。研究生約有 5,800 名, 亦是加利福尼亞州立大學系統中最多。學生總數在加州所有公立大學中僅次於加州大學洛杉磯分校。根據2013年秋季的統計，校內約有 1,937 名教職員，當中 707 名 (36.6%) 為終身職。
加州州立大學富勒頓分校共有240個不同類型的學位，包括120個學士學位，118個碩士學位，三個博士學位( 包括護理博士學位及兩種教育博士學位 )，以及19個教育學程學位。
富勒顿分校是政府用來支持亞裔、拉丁裔和印第安等少數族群的教育機構，會對這些學生提供額外協助。 富勒顿分校在以下領域皆經過美國全國學術標準認證：美術、體育、商科、化學、傳播、溝通障礙、電腦科學、舞蹈、工程、音樂、護理、公共行政、公共衛生、社工、師資培訓以及戲劇。 富勒顿分校每年可為加州和當地提供約 10 億美金的經濟影響力，以及全州約 9,000 個工作機會。
富勒顿分校的體育校隊參與 NCAA Division I 的賽事，隸屬於Big West Conference。校隊的暱稱為CSUF Titans。

## 歷史
1957年, 富勒顿分校經由加州州議會立法授權成立，為第十二所可頒發學位的州立學院。隔年，校址核定在加利福尼亞州富勒頓市的東北部。1959年完成預定校址購地，同年William B. Langsdorf 被任命為創校校長。
富勒頓分校最早的校名為 Orange County State College。1959年秋季創校第一學期共有452名學生。自 1962 年起，富勒頓分校開始採用暱稱為Tuffy the Titan的大象為代表學校的吉祥物。 1964年七月校名更改為 Orange State College，而後1964年再次更名為 California State College at Fullerton。 1972年六月，校名最後一次變更, 確立為加州州立大學富勒頓分校 (California State University, Fullerton)。
富勒頓分校的主校園在21世紀初開始快速成長，校內三座大型停車塔陸續完工、2006年一月啟用表演活動中心、2008年夏天啟用新的商學院建築Steven G. Mihaylo Hall 以及全新的學生休閒中心。同年表演活動中心更名為 Joseph A.W. Clayes III Performing Arts Center，以感謝 Joseph A.W. Clayes III Charitable Trust 提供校方約五百萬美元的慈善捐款。 2016 年學生休閒中心完成擴建，而自鄰近 Western State University College of Law 收購的校舍大樓則預計於2017年啟用。

## 校園

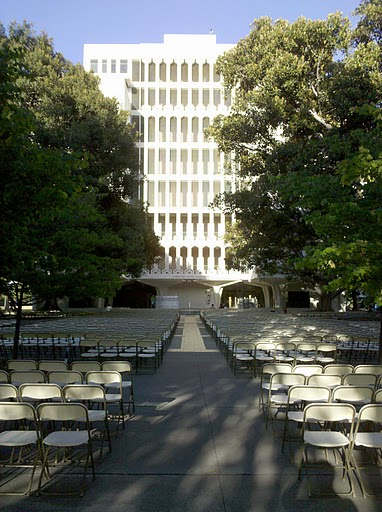
人文和社会科学院

富樂頓分校主校區的校址原為富勒頓是東北部的果園，校區東側與加州57號高速公路接壤, 西側止於 State College Boulevard，北側止於 Yorba Linda Boulevard,，而南側則止於Nutwood Avenue.
雖然學校於 1950 年代末期成立，但校內最初的主要建築於 1960 年代末期才開始興建。主要負責的建築師 Howard van Heuklyn 從富勒頓市區古奇建築的流行風格得到靈感，在校內規劃興建了數座未來主義建築風格的校舍，這系列的校內建築包括 Pollak Library南棟、Titan Shops、人文大樓以及 McCarthy 大樓。
富勒頓市植物園亦位於富樂頓分校的主校區內東北側。近年來，此植物園經由校方資助成功培育出巨花魔芋而受全國注目。
自1993年，校內第二波建築計畫陸續完工，當中包括校園南側的 College Park Building，商學院 Steven G. Mihaylo Hall，University Hall，學生休閒中心, 學生運動中心，Nutwood 停車塔，State College 停車塔，Dan Black Hall, Joseph A.W. Clayes III 表演藝術中心東棟，Phase III Housing，CSUF Grand Central Art Center|Grand Central Art Center， 以及Pollak Library北棟。2016 年學生休閒中心完成擴建。校內多數建築樓頂皆有配置太陽能發電板，校內約有 7 至 8 ％ 的用電為校內太陽能發電。

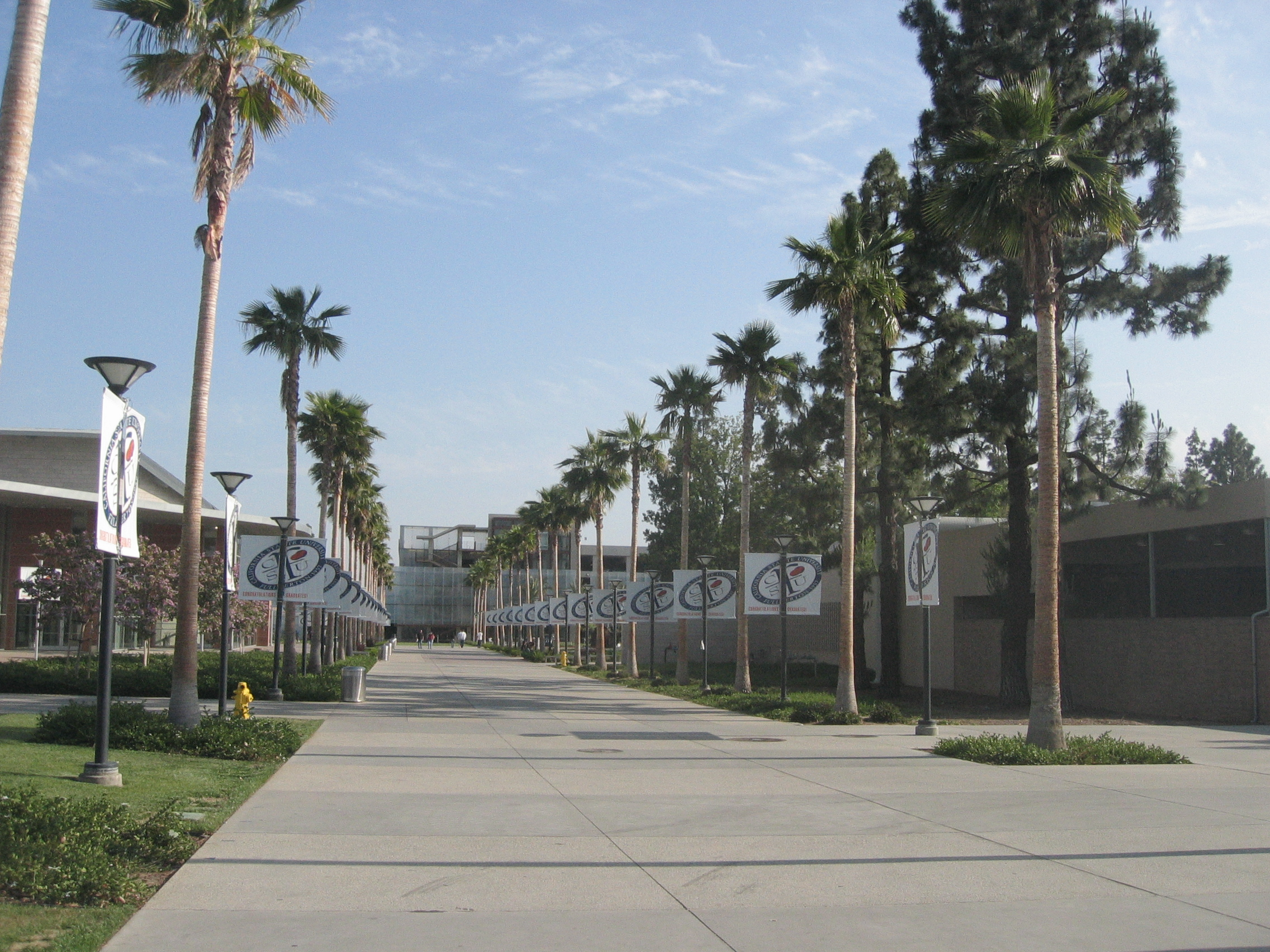
校园内的一条路

### 衛星校區
富勒頓分校在富勒頓市南方約 20 英里的爾灣 擁有一個小型的衛星校區。在圣安娜 (加利福尼亚州)市中心擁有 Grand Central 藝術中心，在加登格羅夫 (加利福尼亞州)亦有供進修部和行政人員使用的大樓。

### 校區擴增計畫
2010年9月，州立大学富勒頓分校宣布將與富勒頓市政府合作大学城計劃，預計將那特伍德大道以南的商業及住宅用地納入校區當中。
自鄰近西部州立大学法学院收購的校舍大樓則預計於2017年啟用。

## 學術
|                | 大學部學生 | 美國人口 |
| -------------- | ---------- | -------- |
| 美國白人       | 23.9%      | 73.9%    |
| 非洲裔美國人   | 2.0%       | 12.1%    |
| 亞裔美國人     | 21.7%      | 4.3%     |
| 拉丁裔美國人   | 38.5%      | 14.5%    |
| 印第安裔美國人 | 0.2%       | 0.9%     |
| 國際學生       | 5.6%       |          |
| 多族裔         | 4.2%       |          |
| 未知           | 3.9%       |          |

富勒頓分校該是加州州立大學內唯一提供護理研究生學位的學校， 其整體的學院劃分如下：
- 藝術學院（College of the Arts）
- 史蒂芬·G·米海羅商務和經濟學院（Steven G. Mihaylo College of Business and Economics）
- 傳播學院（College of Communications）
- 教育學院（College of Education）
- 工程和計算機科學學院（College of Engineering and Computer Science）
- 健康和人類發展學院（College of Health and Human Development）
- 人文和社會科學學院（College of Humanities and Social Sciences）
- 自然科學和數學學院（College of Natural Sciences and Mathematics）

### 學生概況
秋季入學大學部新生統計
|                         | 2014   | 2013   | 2012   | 2011   | 2010   |
| ----------------------- | ------ | ------ | ------ | ------ | ------ |
| 大學部新生申請人數      | 40,933 | 40,989 | 38,882 | 35,204 | 33,516 |
| 大學部新生錄取人數      | 18,190 | 19,463 | 17,790 | 16,421 | 15,104 |
| % 錄取率                | 44.4   | 47.9   | 45.7   | 46.6   | 45.0   |
| 大學部新生註冊人數      | 4,357  | 4,668  | 4,526  | 4,195  | 3,912  |
| 大學部新生平均高中GPA   | 3.53   | 3.48   | 3.39   | 3.37   | 3.27   |
| 大學部新生SAT Composite | 1028   | 1018   | 1027   | 1021   | 1002   |
| *SAT out of 1600        |        |        |        |        |        |

富勒頓分校在2013年秋季收到將近65,000份申請，其中超過40,000份來自大學部新生，為系統內申請人數第三多的學校。另收到約兩萬三千份轉學申請，為系統內申請人數第二多。

## 排名與特色
- 州立大学富勒頓分校頒發給拉丁裔族群的學士學位數量為加州最多，在全國主要大學與學院中排名第五。[25]
- 州立大学富勒頓分校在醫療健康專業領域頒發給拉丁裔族群的學士學位數量為全國前二十五。[26]
- 2016年 U.S. News & World Report排名，富勒頓分校的遠距商業碩士學程為全國遠距學程第十一名，遠距工程碩士學程為第十六名，遠距教育學程為第34名。[27]
- 2021年 U.S. News & World Report 排名，富勒頓分校在美國西部地區性公立大學中排名第四，美國西部地區性大學中排名第16。[28]
- 富比士雜誌排名將富勒頓分校列為美國學術排名全國前一百名公立大學中。[29]
- 2010年，富勒頓分校被評為全國學業評分最嚴苛的16間學校之一。[30]
- 富勒頓分校的 Mihaylo 商學院是加州具有學術認證的所有商學院中規模最大，在全國排名第五。[31]
- 富勒頓分校的 Mihaylo 商學院的會計學士學位是加州五間具有學術認證的商學院會計學士學位之一。[32]

## 體育

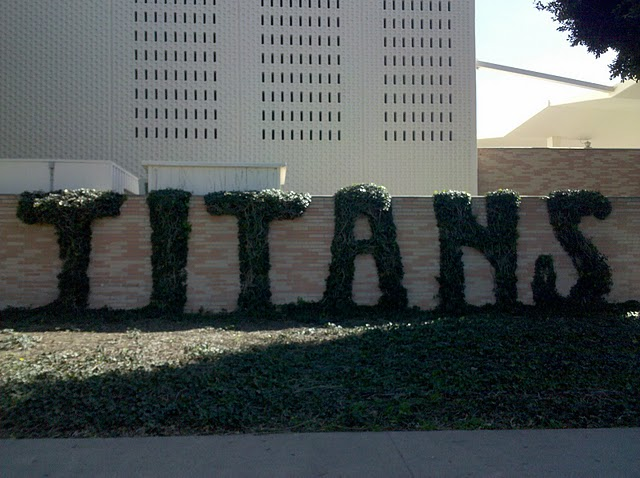
泰坦体育馆外的Titans字样

富勒頓分校參與NCAA Division I 的體育賽事，隸屬於大西部联盟。在八項不同的運動項目中總共得到十三次全國冠軍。富勒頓分校的棒球校隊為NCAA一級名校，有數十位大聯盟選手畢業於此校。棒球校隊擁有四次全國冠軍、五次打入全國決賽、17次進入NCAA大學棒球世界大賽、38次進入NCAA大學棒球季後賽、目前連續25年進入NCAA大學棒球季後賽、28次分區冠軍。舞蹈校隊共有15個UDA Division 1 全國冠軍。富勒頓分校另有21個不屬於校隊的體育性社團。

### 學生運動中心
2008年春季，造價四千六百萬美金的學生運動中心正式啟用。地上兩層的運動中心面積95,000平方公尺，內有健身房、攀岩場、室內跑道、多功能運動空間和游泳池供學生免費使用。

## 學生生活
1960年，富勒頓分校成為橘郡第一所擁有大學兄弟會和姊妹會的高等教育機構，此後十數個不同的兄弟會和姐妹陸續成立。 2011年八月，造價一億三千四百萬美金的校內住宿設施啟用，包含五棟住宿大樓、便利商店以及可容納565人的學生餐廳。
校內自1960年起有每日發行的官方校內報紙The Daily Titan， 亦有校內電台 Titan Radio 提供相關領域的學生實習機會。

## 校園槍擊
- 1976年7月20日，一名患有精神疾病的校工，Edward Charles Allaway，在校內圖書館裡突然朝人群開槍，計有九人中彈、七人死亡。[38]
- 1984年10月13日，物理教授 Edward Cooperman在麦卡锡教学楼的辦公室內遭其學生 Minh Van Lam 開槍殺害。[39]

## 外部連結
- Official website（页面存档备份，存于）
- Official athletics website